# 賽普里斯鎮區 (密蘇里州哈里森縣)
賽普里斯鎮區（英語：Cypress Township）是位於美國密蘇里州哈里森縣的一個行政鎮區。

## 地方資料
賽普里斯鎮區的面積為78.32平方千米，當中陸地面積為78.03平方千米，而水域面積為0.29平方千米。根據2020年美國人口普查的數據，當地共有人口72人，而人口密度為每平方千米0.92人。